# Ilaj Elmkies
Ilaj Elijjahu Elmkies (hebr. עילי אלמקייס, ur. 10 marca 2000 w Naharijji) – izraelski piłkarz występujący na pozycji pomocnika w austriackim klubie Admira Wacker oraz w reprezentacji Izraela. Wychowanek 1899 Hoffenheim, w trakcie swojej kariery grał także w ADO Den Haag.